# ГЕС Кордеак
ГЕС Кордеак (фр. Cordéac) — гідроелектростанція на південному сході Франції. Входить до складу каскаду на річці Драк (ліва притока Ізеру, який через Рону належить до сточища Ліонської затоки Середземного моря), що дренує західну частину Альп Дофіне та східну частину Французьких Передальп.
Станцію спорудили для використання перепаду висот на ділянці між ГЕС Соте та початком водосховища ГЕС Коньє. Для цього за 300 метрів нижче за греблю Sautet спорудили ще одну малу греблю, від якої бере початок дериваційний тунель довжиною 4 км. Останній прямує до розташованого нижче по долині річки машинного залу, який обладнаний двома турбінами типу Френсіс загальною потужністю 67 МВт. При напорі у 92 метри вони забезпечують виробництво 186 млн кВт·год електроенергії на рік.
Оскільки станція не має значного водосховища, режим її роботи збігається з режимом верхньої ГЕС Соте.